# Sender Meljski Hrib
Der Sender Meljski Hrib ist eine Sendeanlage für Hörfunk in der slowenischen Stadt Maribor. Als Antennenträger kommen drei abgespannte Stahlrohrmasten und zwei freistehende Stahlfachwerktürme, wovon einer zusätzlich mit Abspannseilen gesichert ist, zum Einsatz.

## Frequenzen und Programme

### Analoger Hörfunk (UKW)
| Frequenz (MHz) | Programm      | RDS PS   | RDS PI | Regionalisierung | ERP (kW) | Antennendiagramm rund (ND)/gerichtet (D) | Polarisation horizontal (H)/vertikal (V) |
| -------------- | ------------- | -------- | ------ | ---------------- | -------- | ---------------------------------------- | ---------------------------------------- |
| 99,8           | Radio Net FM  | _NET_FM_ | 942B   | –                | 0,5      | D (120–290°)                             | V                                        |
| 101,3          | Radio Pohorje | POHORJE_ | 945C   | –                | 1        | D                                        | V                                        |
| 106,8          | Toti Radio    | TOTI_MB_ | 9430   | Maribor          | 1        | D (160–260°)                             | V                                        |

### Analoges Fernsehen (PAL)
Bis zur Umstellung auf DVB-T im Jahr 2010 diente der Senderstandort weiterhin für analoges Fernsehen:
| Kanal | Frequenz (MHz) | Programm    | ERP (kW) | Sendediagramm rund (ND)/ gerichtet (D) | Polarisation horizontal (H)/ vertikal (V) |
| ----- | -------------- | ----------- | -------- | -------------------------------------- | ----------------------------------------- |
| 44    | 655,25         | RTS Maribor | ?        | ?                                      | ?                                         |